# 新街 (屏東縣東港鎮)
新街，是臺灣屏東縣東港鎮的一個傳統地域名稱，位於該鎮西北部。相較於今日行政區，其範圍大致包括新街里、東光里、東津里、新勝里東南端、共和里東端、內關帝里西南半部、東新里西南部凸出部分的西大半部、船頭里西北端。
本地區境內主要聚落為濫港、新街，設有東新國中、東港國小、東光國小。

## 歷史
台灣日治初期，新街地區為一街庄，稱為「新街庄」（舊制街庄），隸屬於港東中里。該庄昔日西北隔東港溪與烏龍庄為界，東北邊、東邊及南邊東段與內關帝庄為鄰，南邊中至西段為大潭新庄、南屏庄，西南邊為東港街。
1901年（日治明治三十四年）11月11日，全台廢縣廳改設二十廳，該庄隸屬於阿猴廳。1904年（明治三十七年）4月15日，該庄編入「東港區」，隸屬於阿猴廳。1905年（明治三十八年）4月1日，阿猴廳改稱「阿緱廳」。1909年（明治四十二年）10月25日，全台合併二十廳為十二廳，東港區仍隸屬於阿緱廳。1920年（大正九年）10月1日，全台地方制度大改正，廢十二廳改設五州二廳，該庄改制為「新街」大字，隸屬於高雄州東港郡東港街（新制街庄）。
戰後東港街改制為東港鎮，隸屬於高雄縣，大字亦改制為村。1950年（民國39年）10月1日，高、屏分治，東港鎮改隸屬於屏東縣。
相較於今日行政區，本地區的範圍大致包括新街里、東光里、東津里、新勝里東南端、共和里東端、內關帝里西南半部、東新里西南部凸出部分的西大半部、船頭里西北端。

## 聚落
本地區發展較早的聚落為濫港、新街，在日治初期的官方地圖上已有記載。

## 交通
省道台17線又稱「西部濱海公路」，是甲南至水底寮的幹道，經過本地區的新街、濫港等聚落。由該道路北行可前往新園鄉南部、高雄市林園區、小港區、前鎮區等地；南行可前往林邊鄉、佳冬鄉、枋寮鄉，並止於水底寮聚落的省道台1線路口。
縣道187號是水門至東港的道路，其南側端點（終點）位於本地區南部邊界外緣的省道台17線轉角路口，由此先向西北西經過本地區的南部，穿越東港市區並轉向東北，再經過本地區的西北部暨新街、濫港聚落之間。由該道路續北行可前往崁頂鄉、潮州鎮、萬巒鄉、內埔鄉等地。

## 學校
- 東新國中
- 東港國小
- 東光國小